# 165612 Stackpole
165612 Stackpole è un asteroide della fascia principale. Scoperto nel 2001, presenta un'orbita caratterizzata da un semiasse maggiore pari a 2,5638878 UA e da un'eccentricità di 0,0412827, inclinata di 1,70519° rispetto all'eclittica.
L'asteroide è dedicato a Michael Stackpole, prolifico e famoso scrittore di libri di fantascienza.